# Ludwig Dehne
Ludwig Dehne (auch bekannt als Louis Dehne; † 8. Mai 1799) war ein deutscher Zuckerbäcker und Gründer der Wiener k.k. Hofzuckerbäckerei.
Ludwig Dehne kam 1786 als Zuckerbäckergeselle aus Württemberg nach Wien und eröffnete gegenüber dem Hofburgtheater am Michaelerplatz seine „k.k. Hofzuckerbäckerei“. Er wurde bald darauf Hoflieferant und lieferte für die Bälle und Gesellschaften Gefrorenes, Süßigkeiten und Früchtesorbets. Die Faschingskrapfen waren ebenso berühmt wie die Mandelmilch.
Dehne starb 1799 an Tuberkulose. Seine Witwe Antonia, geb. Rieß, heiratete daraufhin den Zuckerbäcker Gottlieb Wohlfahrt. Nach dem Tod der Mutter 1832 übernahm der Sohn August Dehne die Zuckerbäckerei. 1857 verkaufte er sie an seinen ältesten Gesellen Christoph Demel.